# 姆岑斯克區

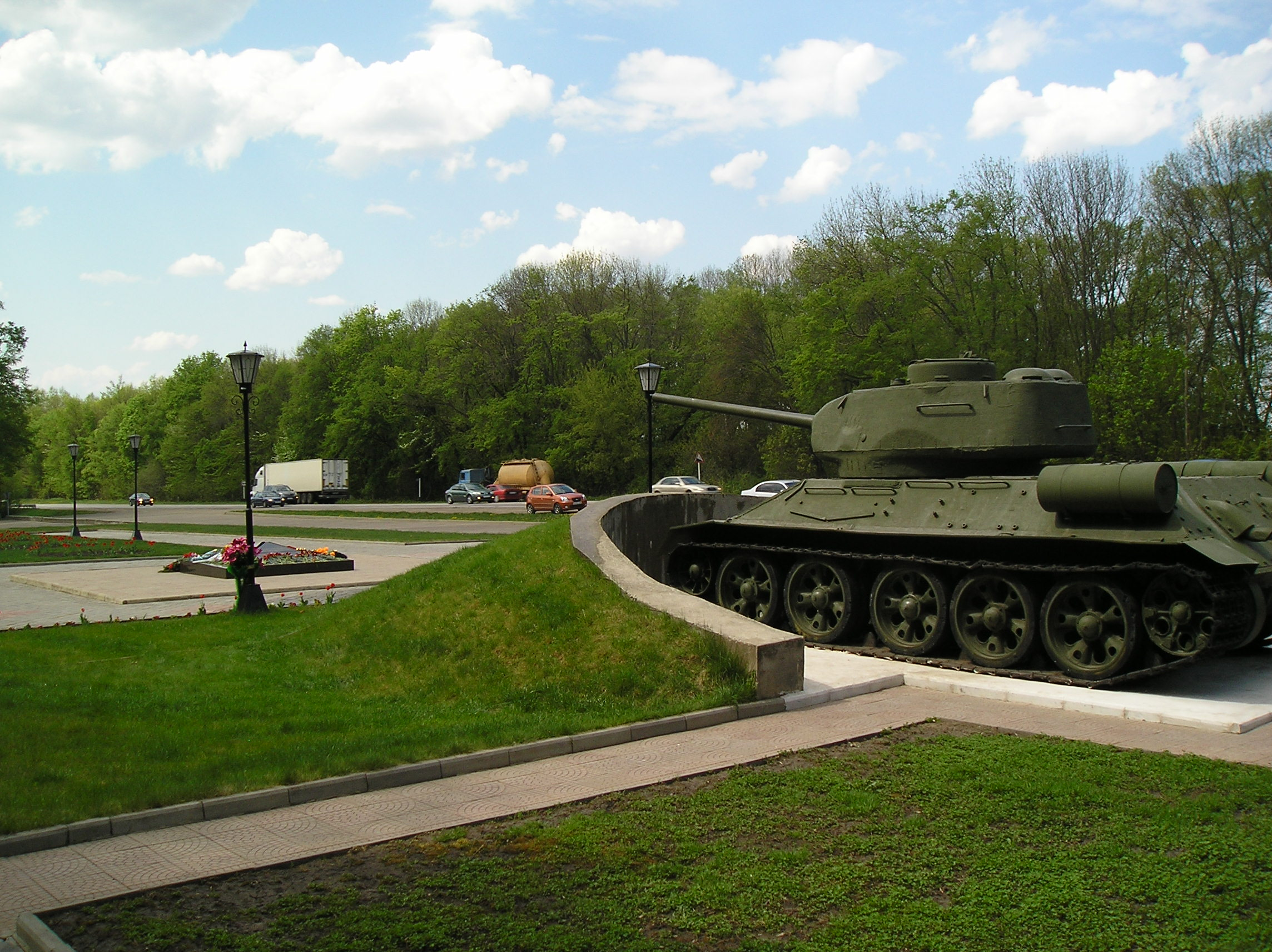

53°16′N 36°33′E / 53.267°N 36.550°E
姆岑斯克區（俄语：Мценский район），是俄羅斯的一個區，位於該國西南部，由奧廖爾州負責管轄，面積1,665.8平方公里，2010年該區人口19,233，人口密度每平方公里11.55人。